# Eisschnelllauf-Weltcup 2014/15
Der ISU-Eisschnelllauf-Weltcup 2014/15 wird für Frauen und Männer an sieben Weltcupstationen in fünf Ländern ausgetragen. Der Weltcup-Auftakt vom 14. bis 16. November 2014 fand in Obihiro und das Weltcupfinale am 21. und 22. März 2015 findet in Erfurt statt.

## Wettbewerbe

### Frauen

#### Weltcup-Übersicht
| Datum                                                                     | Ort        | Disziplin      | Sieger                                                        | Zweiter                                                 | Dritter                                                         |
| ------------------------------------------------------------------------- | ---------- | -------------- | ------------------------------------------------------------- | ------------------------------------------------------- | --------------------------------------------------------------- |
| 14. November 2014                                                         | Obihiro    | 500 m          | Lee Sang-hwa                                                  | Nao Kodaira                                             | Olga Fatkulina                                                  |
| 14. November 2014                                                         | Obihiro    | 3000 m         | Ireen Wüst                                                    | Martina Sáblíková                                       | Jorien Voorhuis                                                 |
| 15. November 2014                                                         | Obihiro    | 1000 m         | Marrit Leenstra                                               | Ireen Wüst                                              | Li Qishi                                                        |
| 15. November 2014                                                         | Obihiro    | Teamverfolgung | NiederlandeIreen Wüst Marrit Leenstra Marije Joling           | JapanNana Takagi Ayaka Kikuchi Maki Tabata              | DeutschlandClaudia Pechstein Bente Kraus Gabriele Hirschbichler |
| 16. November 2014                                                         | Obihiro    | 500 m          | Lee Sang-hwa                                                  | Nao Kodaira                                             | Vanessa Bittner                                                 |
| 16. November 2014                                                         | Obihiro    | 1500 m         | Ireen Wüst                                                    | Marrit Leenstra                                         | Julija Skokowa                                                  |
| 16. November 2014                                                         | Obihiro    | Massenstart    | Ivanie Blondin                                                | Nana Takagi                                             | Irene Schouten                                                  |
| 21. November 2014                                                         | Seoul      | 500 m          | Nao Kodaira                                                   | Lee Sang-hwa                                            | Judith Hesse                                                    |
| 21. November 2014                                                         | Seoul      | 5000 m         | Claudia Pechstein                                             | Martina Sáblíková                                       | Ivanie Blondin                                                  |
| 22. November 2014                                                         | Seoul      | 500 m          | Lee Sang-hwa                                                  | Nao Kodaira                                             | Karolína Erbanová                                               |
| 22. November 2014                                                         | Seoul      | 1500 m         | Marrit Leenstra                                               | Ireen Wüst                                              | Olga Graf                                                       |
| 23. November 2014                                                         | Seoul      | 1000 m         | Li Qishi                                                      | Marrit Leenstra                                         | Karolína Erbanová                                               |
| 23. November 2014                                                         | Seoul      | Massenstart    | Martina Sáblíková                                             | Irene Schouten                                          | Ivanie Blondin                                                  |
| 5. Dezember 2014                                                          | Berlin     | 500 m          | Lee Sang-hwa                                                  | Heather Richardson                                      | Margot Boer                                                     |
| 5. Dezember 2014                                                          | Berlin     | 3000 m         | Ireen Wüst                                                    | Marije Joling                                           | Martina Sáblíková                                               |
| 6. Dezember 2014                                                          | Berlin     | 1000 m         | Brittany Bowe                                                 | Heather Richardson                                      | Li Qishi                                                        |
| 6. Dezember 2014                                                          | Berlin     | Teamverfolgung | NiederlandeIreen Wüst Marrit Leenstra Marije Joling           | PolenLuiza Złotkowska Katarzyna Woźniak Aleksandra Goss | JapanNana Takagi Maki Tabata Ayaka Kikuchi                      |
| 7. Dezember 2014                                                          | Berlin     | 500 m          | Lee Sang-hwa                                                  | Heather Richardson                                      | Nao Kodaira                                                     |
| 7. Dezember 2014                                                          | Berlin     | 1500 m         | Ireen Wüst                                                    | Heather Richardson                                      | Marrit Leenstra                                                 |
| 7. Dezember 2014                                                          | Berlin     | Massenstart    | Irene Schouten                                                | Ivanie Blondin                                          | Jun Ye Jin                                                      |
| 12. Dezember 2014                                                         | Heerenveen | 500 m          | Lee Sang-hwa                                                  | Nao Kodaira                                             | Judith Hesse                                                    |
| 12. Dezember 2014                                                         | Heerenveen | 3000 m         | Martina Sáblíková                                             | Ireen Wüst                                              | Carlijn Achtereekte                                             |
| 13. Dezember 2014                                                         | Heerenveen | 1000 m         | Heather Richardson                                            | Brittany Bowe                                           | Li Qishi                                                        |
| 13. Dezember 2014                                                         | Heerenveen | Teamverfolgung | NiederlandeMarrit Leenstra Linda de Vries Carlijn Achtereekte | DeutschlandIsabell Ost Bente Kraus Claudia Pechstein    | PolenAleksandra Goss Katarzyna Woźniak Luiza Złotkowska         |
| 14. Dezember 2014                                                         | Heerenveen | 500 m          | Heather Richardson                                            | Brittany Bowe                                           | Lee Sang-hwa                                                    |
| 14. Dezember 2014                                                         | Heerenveen | 1500 m         | Heather Richardson                                            | Brittany Bowe                                           | Marrit Leenstra                                                 |
| 14. Dezember 2014                                                         | Heerenveen | Massenstart    | Ivanie Blondin                                                | Kim Bo-Reum                                             | Irene Schouten                                                  |
| Mehrkampfeuropameisterschaft in Tscheljabinsk, 10. bis 11. Januar 2015    |            |                |                                                               |                                                         |                                                                 |
| Einzelstreckenasienmeisterschaften in Changchun, 10. bis 11. Januar 2015  |            |                |                                                               |                                                         |                                                                 |
| 31. Januar 2015                                                           | Hamar      | 1500 m         | Heather Richardson                                            | Brittany Bowe                                           | Marije Joling                                                   |
| 1. Februar 2015                                                           | Hamar      | 3000 m         | Martina Sáblíková                                             | Carlijn Achtereekte                                     | Ireen Wüst                                                      |
| 1. Februar 2015                                                           | Hamar      | Massenstart    | Irene Schouten                                                | Ivanie Blondin                                          | Mariska Huisman                                                 |
| 7. Februar 2015                                                           | Heerenveen | 500 m          | Heather Richardson                                            | Nao Kodaira                                             | Brittany Bowe                                                   |
| 7. Februar 2015                                                           | Heerenveen | 1000 m         | Heather Richardson                                            | Brittany Bowe                                           | Li Qishi                                                        |
| 8. Februar 2015                                                           | Heerenveen | 500 m          | Judith Hesse                                                  | Lee Sang-hwa                                            | Thijsje Oenema                                                  |
| 8. Februar 2015                                                           | Heerenveen | 1000 m         | Brittany Bowe                                                 | Marrit Leenstra                                         | Karolína Erbanová                                               |
| Einzelstreckenweltmeisterschaften in Heerenveen, 12. bis 15. Februar 2015 |            |                |                                                               |                                                         |                                                                 |
| Sprintweltmeisterschaft in Astana, 28. Februar bis 1. März 2015           |            |                |                                                               |                                                         |                                                                 |
| Mehrkampfweltmeisterschaft in Calgary, 7. bis 8. März 2015                |            |                |                                                               |                                                         |                                                                 |
| 21. März 2015                                                             | Erfurt     | 500 m          | Heather Richardson                                            | Brittany Bowe                                           | Jekaterina Aidowa                                               |
| 21. März 2015                                                             | Erfurt     | 1500 m         | Brittany Bowe                                                 | Heather Richardson                                      | Martina Sáblíková                                               |
| 22. März 2015                                                             | Erfurt     | 500 m          | Heather Richardson                                            | Brittany Bowe                                           | Nao Kodaira                                                     |
| 22. März 2015                                                             | Erfurt     | 1000 m         | Brittany Bowe                                                 | Heather Richardson                                      | Marrit Leenstra                                                 |
| 22. März 2015                                                             | Erfurt     | 3000 m         | Martina Sáblíková                                             | Marije Joling                                           | Diane Valkenburg                                                |
| 22. März 2015                                                             | Erfurt     | Massenstart    | Martina Sáblíková                                             | Nana Takagi                                             | Francesca Lollobrigida                                          |

### Grand World Cup
Endstand
| Rang | Name               | Land                | Punkte |
| ---- | ------------------ | ------------------- | ------ |
| 1    | Heather Richardson | Vereinigte Staaten  | 1195   |
| 2    | Martina Sáblíková  | Tschechien          | 1096   |
| 3    | Brittany Bowe      | Vereinigte Staaten  | 1045   |
| 4    | Ireen Wüst         | Niederlande         | 855    |
| 5    | Marrit Leenstra    | Niederlande         | 796    |
| 6    | Ivanie Blondin     | Kanada              | 610    |
| 7    | Lee Sang-hwa       | Südkorea            | 540    |
| 8    | Nao Kodaira        | Japan               | 503    |
| 9    | Marije Joling      | Niederlande         | 480    |
| 10   | Li Qishi           | Volksrepublik China | 425    |

#### 500 Meter
Endstand nach 12 Rennen
| Rang | Name                 | Land               | Punkte |
| ---- | -------------------- | ------------------ | ------ |
| 1    | Nao Kodaira          | Japan              | 926    |
| 2    | Lee Sang-hwa         | Südkorea           | 880    |
| 3    | Heather Richardson   | Vereinigte Staaten | 710    |
| 4    | Judith Hesse         | Deutschland        | 538    |
| 5    | Brittany Bowe        | Vereinigte Staaten | 535    |
| 6    | Karolína Erbanová    | Tschechien         | 523    |
| 7    | Thijsje Oenema       | Niederlande        | 486    |
| 8    | Margot Boer          | Niederlande        | 459    |
| 9    | Floor van den Brandt | Niederlande        | 436    |
| 10   | Jekaterina Aidowa    | Kasachstan         | 429    |

#### 1000 Meter
Endstand nach 7 Rennen
| Rang | Name                | Land                | Punkte |
| ---- | ------------------- | ------------------- | ------ |
| 1    | Brittany Bowe       | Vereinigte Staaten  | 510    |
| 2    | Marrit Leenstra     | Niederlande         | 507    |
| 3    | Li Qishi            | Volksrepublik China | 485    |
| 4    | Karolína Erbanová   | Tschechien          | 407    |
| 5    | Heather Richardson  | Vereinigte Staaten  | 400    |
| 6    | Ireen Wüst          | Niederlande         | 235    |
| 7    | Vanessa Bittner     | Österreich          | 211    |
| 8    | Jekaterina Aidowa   | Kasachstan          | 194    |
| 9    | Laurine van Riessen | Niederlande         | 179    |
| 10   | Nao Kodaira         | Japan               | 166    |

#### 1500 Meter
Endstand nach 6 Rennen
| Rang | Name               | Land               | Punkte |
| ---- | ------------------ | ------------------ | ------ |
| 1    | Marrit Leenstra    | Niederlande        | 410    |
| 2    | Heather Richardson | Vereinigte Staaten | 400    |
| 3    | Brittany Bowe      | Vereinigte Staaten | 370    |
| 4    | Ireen Wüst         | Niederlande        | 340    |
| 5    | Martina Sáblíková  | Tschechien         | 313    |
| 6    | Ida Njåtun         | Norwegen           | 304    |
| 7    | Marije Joling      | Niederlande        | 251    |
| 8    | Linda de Vries     | Niederlande        | 238    |
| 9    | Julija Skokowa     | Russland           | 234    |
| 10   | Olga Graf          | Russland           | 199    |

#### 3000/5000 Meter
Endstand nach 6 Rennen
| Rang | Name                | Land        | Punkte |
| ---- | ------------------- | ----------- | ------ |
| 1    | Martina Sáblíková   | Tschechien  | 580    |
| 2    | Claudia Pechstein   | Deutschland | 360    |
| 3    | Ireen Wüst          | Niederlande | 350    |
| 4    | Marije Joling       | Niederlande | 350    |
| 5    | Jorien Voorhuis     | Niederlande | 282    |
| 6    | Diane Valkenburg    | Niederlande | 271    |
| 7    | Carlijn Achtereekte | Niederlande | 258    |
| 8    | Ivanie Blondin      | Kanada      | 242    |
| 9    | Olga Graf           | Russland    | 223    |
| 10   | Bente Kraus         | Deutschland | 148    |

#### Massenstart
Endstand nach 6 Rennen
| Rang | Name                   | Land        | Punkte |
| ---- | ---------------------- | ----------- | ------ |
| 1    | Ivanie Blondin         | Kanada      | 466    |
| 2    | Irene Schouten         | Niederlande | 432    |
| 3    | Martina Sáblíková      | Tschechien  | 405    |
| 4    | Nana Takagi            | Japan       | 330    |
| 5    | Miho Takagi            | Japan       | 255    |
| 6    | Francesca Lollobrigida | Italien     | 242    |
| 7    | Claudia Pechstein      | Deutschland | 234    |
| 8    | Kim Bo-Reum            | Südkorea    | 168    |
| 9    | Jun Ye Jin             | Südkorea    | 160    |
| 10   | Jelena Peeters         | Belgien     | 148    |

#### Teamverfolgung
Endstand nach 3 Rennen
| Rang | Land                | Punkte |
| ---- | ------------------- | ------ |
| 1    | Niederlande         | 350    |
| 2    | Deutschland         | 240    |
| 3    | Polen               | 236    |
| 4    | Japan               | 226    |
| 5    | Russland            | 180    |
| 6    | Kanada              | 160    |
| 7    | Südkorea            | 115    |
| 8    | Volksrepublik China | 111    |
| 9    | Tschechien          | 35     |
| 10   |                     |        |

### Männer

#### Weltcup-Übersicht
| Datum                                                                     | Ort        | Disziplin      | Sieger                                                   | Zweiter                                                      | Dritter                                                          |
| ------------------------------------------------------------------------- | ---------- | -------------- | -------------------------------------------------------- | ------------------------------------------------------------ | ---------------------------------------------------------------- |
| 14. November 2014                                                         | Obihiro    | 500 m          | Jan Smeekens                                             | Pawel Kulischnikow                                           | Ruslan Muraschow                                                 |
| 14. November 2014                                                         | Obihiro    | 5000 m         | Sven Kramer                                              | Alexander Rumjanzew                                          | Wouter Olde Heuvel                                               |
| 15. November 2014                                                         | Obihiro    | 1000 m         | Pawel Kulischnikow                                       | Kjeld Nuis                                                   | Samuel Schwarz                                                   |
| 15. November 2014                                                         | Obihiro    | Teamverfolgung | NiederlandeSven Kramer Wouter Olde Heuvel Douwe de Vries | SüdkoreaLee Seung-hoon Kim Cheol-min Ko Byung-wook           | RusslandAlexander Rumjanzew Danila Semerikow Danil Sinitsyn      |
| 16. November 2014                                                         | Obihiro    | 500 m          | Pawel Kulischnikow                                       | Jan Smeekens                                                 | Ryōhei Haga                                                      |
| 16. November 2014                                                         | Obihiro    | 1500 m         | Kjeld Nuis                                               | Wouter Olde Heuvel                                           | Koen Verweij                                                     |
| 16. November 2014                                                         | Obihiro    | Massenstart    | Lee Seung-hoon                                           | Kim Cheol-min                                                | Bart Swings                                                      |
| 21. November 2014                                                         | Seoul      | 500 m          | Pawel Kulischnikow                                       | Mo Tae-bum                                                   | Ruslan Muraschow                                                 |
| 21. November 2014                                                         | Seoul      | 1500 m         | Sverre Lunde Pedersen                                    | Wouter Olde Heuvel                                           | Kjeld Nuis                                                       |
| 22. November 2014                                                         | Seoul      | 1000 m         | Pawel Kulischnikow                                       | Stefan Groothuis                                             | Kjeld Nuis                                                       |
| 22. November 2014                                                         | Seoul      | 10.000 m       | Bob de Jong                                              | Bart Swings                                                  | Alexander Rumjanzew                                              |
| 23. November 2014                                                         | Seoul      | 500 m          | Pawel Kulischnikow                                       | Mo Tae-bum                                                   | Laurent Dubreuil                                                 |
| 23. November 2014                                                         | Seoul      | Massenstart    | Andrea Giovannini                                        | Haralds Silovs                                               | Lee Seung-hoon                                                   |
| 5. Dezember 2014                                                          | Berlin     | 500 m          | Artur Waś                                                | Laurent Dubreuil                                             | Michel Mulder                                                    |
| 5. Dezember 2014                                                          | Berlin     | Teamverfolgung | PolenZbigniew Bródka Jan Szymański Konrad Niedźwiedzki   | SüdkoreaLee Seung-hoon Kim Cheol-min Ko Byung-wook           | NiederlandeDouwe de Vries Arjan Stroetinga Frank Vreugdenhil     |
| 6. Dezember 2014                                                          | Berlin     | 1000 m         | Nico Ihle                                                | Samuel Schwarz                                               | Hein Otterspeer                                                  |
| 6. Dezember 2014                                                          | Berlin     | 5000 m         | Jorrit Bergsma                                           | Sverre Lunde Pedersen                                        | Douwe de Vries                                                   |
| 7. Dezember 2014                                                          | Berlin     | 500 m          | Artur Waś                                                | Espen Aarnes Hvammen                                         | Laurent Dubreuil                                                 |
| 7. Dezember 2014                                                          | Berlin     | 1500 m         | Jan Szymański                                            | Sverre Lunde Pedersen                                        | Thomas Krol                                                      |
| 7. Dezember 2014                                                          | Berlin     | Massenstart    | Lee Seung-hoon                                           | Arjan Stroetinga                                             | Bart Swings                                                      |
| 12. Dezember 2014                                                         | Heerenveen | 500 m          | Pawel Kulischnikow                                       | Artur Waś                                                    | Laurent Dubreuil                                                 |
| 12. Dezember 2014                                                         | Heerenveen | Teamverfolgung | SüdkoreaKim Cheol-min Ko Byung-wook Lee Seung-hoon       | NiederlandeArjan Stroetinga Frank Vreugdenhil Douwe de Vries | NorwegenHåvard Bøkko Fredrik van der Horst Sverre Lunde Pedersen |
| 13. Dezember 2014                                                         | Heerenveen | 1000 m         | Pawel Kulischnikow                                       | Kjeld Nuis                                                   | Hein Otterspeer                                                  |
| 13. Dezember 2014                                                         | Heerenveen | 5000 m         | Sven Kramer                                              | Jorrit Bergsma                                               | Wouter Olde Heuvel                                               |
| 14. Dezember 2014                                                         | Heerenveen | 500 m          | Pawel Kulischnikow                                       | Artur Waś                                                    | Jan Smeekens                                                     |
| 14. Dezember 2014                                                         | Heerenveen | 1500 m         | Jan Szymański                                            | Wouter Olde Heuvel                                           | Shani Davis                                                      |
| 14. Dezember 2014                                                         | Heerenveen | Massenstart    | Jorrit Bergsma                                           | Lee Seung-hoon                                               | Fabio Francolini                                                 |
| Mehrkampfeuropameisterschaft in Tscheljabinsk, 10. bis 11. Januar 2015    |            |                |                                                          |                                                              |                                                                  |
| Einzelstreckenasienmeisterschaften in Changchun, 10. bis 11. Januar 2015  |            |                |                                                          |                                                              |                                                                  |
| 31. Januar 2015                                                           | Hamar      | 5000 m         | Jorrit Bergsma                                           | Douwe de Vries                                               | Sverre Lunde Pedersen                                            |
| 1. Februar 2015                                                           | Hamar      | 1500 m         | Denis Juskow                                             | Kjeld Nuis                                                   | Denny Morrison                                                   |
| 1. Februar 2015                                                           | Hamar      | Massenstart    | Lee Seung-hoon                                           | Marco Weber                                                  | Bart Swings                                                      |
| 7. Februar 2015                                                           | Heerenveen | 500 m          | Pawel Kulischnikow                                       | Artur Waś                                                    | Nico Ihle                                                        |
| 7. Februar 2015                                                           | Heerenveen | 1000 m         | Kjeld Nuis                                               | Pawel Kulischnikow                                           | Nico Ihle                                                        |
| 8. Februar 2015                                                           | Heerenveen | 500 m          | Pawel Kulischnikow                                       | Mo Tae-bum                                                   | Nico Ihle                                                        |
| 8. Februar 2015                                                           | Heerenveen | 1000 m         | Kjeld Nuis                                               | Pawel Kulischnikow                                           | Stefan Groothuis                                                 |
| Einzelstreckenweltmeisterschaften in Heerenveen, 12. bis 15. Februar 2015 |            |                |                                                          |                                                              |                                                                  |
| Sprintweltmeisterschaft in Astana, 28. Februar bis 1. März 2015           |            |                |                                                          |                                                              |                                                                  |
| Mehrkampfweltmeisterschaft in Calgary, 7. bis 8. März 2015                |            |                |                                                          |                                                              |                                                                  |
| 21. März 2015                                                             | Erfurt     | 500 m          | Pawel Kulischnikow                                       | Michel Mulder                                                | Gerben Jorritsma                                                 |
| 21. März 2015                                                             | Erfurt     | 1000 m         | Denny Morrison                                           | Kjeld Nuis                                                   | Vincent De Haitre                                                |
| 21. März 2015                                                             | Erfurt     | 5000 m         | Jorrit Bergsma                                           | Sverre Lunde Pedersen                                        | Patrick Beckert                                                  |
| 22. März 2015                                                             | Erfurt     | 500 m          | Ruslan Muraschow                                         | Laurent Dubreuil                                             | Michel Mulder                                                    |
| 22. März 2015                                                             | Erfurt     | 1500 m         | Denny Morrison                                           | Sverre Lunde Pedersen                                        | Bart Swings                                                      |
| 22. März 2015                                                             | Erfurt     | Massenstart    | Bart Swings                                              | Jorrit Bergsma                                               | Sverre Lunde Pedersen                                            |

### Grand World Cup
Endstand
| Rang | Name                  | Land        | Punkte |
| ---- | --------------------- | ----------- | ------ |
| 1    | Pawel Kulischnikow    | Russland    | 985    |
| 2    | Bart Swings           | Belgien     | 805    |
| 3    | Sverre Lunde Pedersen | Norwegen    | 786    |
| 4    | Kjeld Nuis            | Niederlande | 750    |
| 5    | Jorrit Bergsma        | Niederlande | 710    |
| 6    | Denny Morrison        | Kanada      | 515    |
| 7    | Wouter Olde Heuvel    | Niederlande | 456    |
| 8    | Lee Seung-hoon        | Südkorea    | 450    |
| 9    | Nico Ihle             | Deutschland | 436    |
| 10   | Patrick Beckert       | Deutschland | 316    |

#### 500 Meter
Endstand nach 12 Rennen
| Rang | Name                 | Land        | Punkte |
| ---- | -------------------- | ----------- | ------ |
| 1    | Pawel Kulischnikow   | Russland    | 930    |
| 2    | Laurent Dubreuil     | Kanada      | 771    |
| 3    | Ruslan Muraschow     | Russland    | 565    |
| 4    | Michel Mulder        | Niederlande | 560    |
| 5    | Nico Ihle            | Deutschland | 558    |
| 6    | Artur Waś            | Polen       | 526    |
| 7    | Mo Tae-bum           | Südkorea    | 495    |
| 8    | Jan Smeekens         | Niederlande | 475    |
| 9    | Espen Aarnes Hvammen | Norwegen    | 453    |
| 10   | Alexei Jessin        | Russland    | 302    |

#### 1000 Meter
Endstand nach 7 Rennen
| Rang | Name               | Land               | Punkte |
| ---- | ------------------ | ------------------ | ------ |
| 1    | Pawel Kulischnikow | Russland           | 600    |
| 2    | Kjeld Nuis         | Niederlande        | 571    |
| 3    | Nico Ihle          | Deutschland        | 402    |
| 4    | Stefan Groothuis   | Niederlande        | 324    |
| 5    | Denny Morrison     | Kanada             | 321    |
| 6    | Samuel Schwarz     | Deutschland        | 313    |
| 7    | Hein Otterspeer    | Niederlande        | 252    |
| 8    | Shani Davis        | Vereinigte Staaten | 250    |
| 9    | Vincent De Haître  | Kanada             | 246    |
| 10   | Alexei Jessin      | Russland           | 236    |

#### 1500 Meter
Endstand nach 6 Rennen
| Rang | Name                  | Land               | Punkte |
| ---- | --------------------- | ------------------ | ------ |
| 1    | Denny Morrison        | Kanada             | 409    |
| 2    | Sverre Lunde Pedersen | Norwegen           | 405    |
| 3    | Kjeld Nuis            | Niederlande        | 381    |
| 4    | Wouter Olde Heuvel    | Niederlande        | 301    |
| 5    | Jan Szymański         | Polen              | 293    |
| 6    | Konrad Niedźwiedzki   | Polen              | 288    |
| 7    | Bart Swings           | Belgien            | 285    |
| 8    | Thomas Krol           | Niederlande        | 284    |
| 9    | Shani Davis           | Vereinigte Staaten | 255    |
| 10   | Zbigniew Bródka       | Polen              | 172    |

#### 5000/10.000 Meter
Endstand nach 6 Rennen
| Rang | Name                  | Land        | Punkte |
| ---- | --------------------- | ----------- | ------ |
| 1    | Jorrit Bergsma        | Niederlande | 430    |
| 2    | Sverre Lunde Pedersen | Norwegen    | 415    |
| 3    | Bob de Jong           | Niederlande | 346    |
| 4    | Patrick Beckert       | Deutschland | 331    |
| 5    | Alexander Rumjanzew   | Russland    | 325    |
| 6    | Bart Swings           | Belgien     | 320    |
| 7    | Douwe de Vries        | Niederlande | 296    |
| 8    | Wouter Olde Heuvel    | Niederlande | 256    |
| 9    | Sven Kramer           | Niederlande | 200    |
| 10   | Lee Seung-hoon        | Südkorea    | 151    |

#### Massenstart
Endstand nach 6 Rennen
| Rang | Name                  | Land        | Punkte |
| ---- | --------------------- | ----------- | ------ |
| 1    | Lee Seung-hoon        | Südkorea    | 450    |
| 2    | Bart Swings           | Belgien     | 387    |
| 3    | Andrea Giovannini     | Italien     | 362    |
| 4    | Jorrit Bergsma        | Niederlande | 280    |
| 5    | Marco Weber           | Deutschland | 218    |
| 6    | Shane Williamson      | Japan       | 189    |
| 7    | Sverre Lunde Pedersen | Norwegen    | 183    |
| 8    | Kim Cheol-min         | Südkorea    | 179    |
| 9    | Haralds Silovs        | Lettland    | 158    |
| 10   | Linus Heidegger       | Österreich  | 150    |

#### Teamverfolgung
Endstand nach 3 Rennen
| Rang | Land        | Punkte |
| ---- | ----------- | ------ |
| 1    | Südkorea    | 310    |
| 2    | Niederlande | 290    |
| 3    | Polen       | 205    |
| 4    | Russland    | 166    |
| 5    | Kanada      | 165    |
| 6    | Italien     | 165    |
| 7    | Norwegen    | 140    |
| 8    | Japan       | 112    |
| 9    | Deutschland | 100    |
| 10   | Österreich  | 85     |